# Kulab
Kulab o Kulaba, era una pequeña población cercana a Uruk, que se integró a ésta luego de que Gilgamesh ordenara la construcción de una muralla que cercaba a ambas. Según el mito sumerio de Enki e Inanna, Uruk-Kulab es un asentamiento único al cual regresó Inanna luego de obtener de Enki el me para su pueblo.

## Relación con Gilgamesh
Según la "lista real sumeria", Gilgamesh era hijo de un sacerdote "Lil-lu", que era un cargo sacerdotal del barrio de Kulab.  Por lo que Gilgamesh era descendiente de la clase sacerdotal y no de la realeza de Uruk. Esto es afirmado por las tablillas sumerias, ya que llaman a Gilgamesh como: "el sacerdote de Kulaba". Por lo que es probable que ascendiera al trono por sus hazañas o su carisma. 